# مانگا پلاس
مانگا پلاس (به انگلیسی: Manga Plus) یک پلتفرم آنلاین مانگا و اپ موبایل متعلق به شوئیشا است که در ۲۸ ژانویه ۲۰۱۹ راه اندازی شد و در سراسر جهان به جز ژاپن، چین و کره جنوبی در دسترس است. در ژاپن سرویس اصلی مانگاهای شرکت شوئیشا شونن جامپ+ است. مانگا پلاس نسخه‌های ترجمه‌شده چپترهای جدید مانگاها از هفته‌نامه شونن جامپ، بخش بزرگی از سرویس شونن جامپ+، و برخی آثار از جامپ اسکوئر، ویکلی یانگ جامپ را منتشر می‌کند. سه چپتر نخست و جدیدترین سه چپتر منتشر شده همه عناوین این پلتفرم به صورت رایگان در دسترس هستند.
نسخه اسپانیایی این سرویس در فوریه ۲۰۱۹ راه اندازی شد و در دو سال آینده قرار است به چندین زبان دیگر منتشر شود.

## تاریخچه
ماهنامه Shōnen Jump در دهه 1990 به نسخه هفتگی بیش از 6.53 میلیون جلد دست یافت، اما کاهش رسانه چاپی از آن زمان به تدریج خوانندگان مانگای این ماهنامه را کاهش داده است. به این ترتیب، ناشر شوئیشا به توزیع دیجیتال مانگا روی آورد تا تلاش کند تا به یک مخاطب گسترده‌تر دست یابد.
شوهی هوسونو، سردبیر شونن جامپ + و مانگا پلاس، گفت که آنها از وجود بسیاری از خوانندگان مانگا در خارج از کشور آگاه بوده و می‌خواستند مانگا را به بیشتر مردم در سراسر جهان برسانند. مذاکراتی در مورد نسخه جهانی ممکن از Shōnen Jump+ در سال 2017 شروع شد. شوئیشا در نهایت در 28 ژانویه 2019، مانگا پلاس را راه‌اندازی کرد. این سرویس در تمام کشورها به جز چین، کره جنوبی و ژاپن در دسترس بود، زیرا این کشورها هرکدام سرویس‌های جداگانه خود را داشتند.  دپارتمان ویرایش Shōnen Jump+ توزیع خارج از کشور را از طریق مانگا پلاس در داخل انجام می‌دهد. یوتا مومیاما، ویراستار شوئیشا که مدیریت سرویس‌های آنلاین Shōnen Jump+ و Manga Plus را انجام می‌دهد، گفت که این با هدف تبدیل ساخت مانگاهای موفق به صورت جهانی "بخشی اساسی از رویکرد ویرایشی Weekly Shōnen Jump است". 
تا قبل از Manga Plus، عناوین شوئیشا از طریق ناشران محلی یا خطوط توزیع به سراسر دنیا توزیع می‌شدند. راه‌اندازی بار اول بود که شوئیشا خدمات مستقیم خود را به صورت جهانی گسترش داد. در زمان راه‌اندازی، تنها زبان موجود در Manga Plus انگلیسی بود. نسخه اسپانیایی در 25 فوریه 2019 راه‌اندازی شد، با اختلافی در لایناپ مانگا. نسخه تایلندی در دسامبر 2019 راه‌اندازی شد و تنها در تایلند، کامبوج و لائوس در دسترس بود. در فوریه 2021، برخی از عناوین در ایندونزی موجود شدند. نسخه پرتغالی سایت در آوریل 2021 راه‌اندازی شد و تنها در برزیل و پرتغال در دسترس بود. در اوت 2021، Manga Plus محدودیت‌های منطقه‌ای را برای تمام زبان‌ها حذف کرد و امکان تغییر به زبان‌های دیگر از صفحه سریال فراهم شد. نسخه روسی سایت و اپلیکیشن در 9 اوت 2021 راه‌اندازی شد و نسخه فرانسوی در سپتامبر 2021 دنبال کرد.
در اکتبر 2020، Manga Plus سرور رسمی Discord خود را راه‌اندازی کرد.
در فوریه 2021، نسخه بازطراحی شده وب-اپلیکیشن Manga Plus به مناسبت سالگرد دوم خود راه‌اندازی شد. 
در پایان ژوئن 2022، اعلام شد که از ابتدای سال 2023، هر مانگا جدیدی که در Shōnen Jump+ راه‌اندازی شود، یک انتشار همزمان انگلیسی روی Manga Plus دریافت خواهد کرد. 
در اوت 2022، شوئیشا Manga Plus Creators راه‌اندازی کرد، یک وب‌سایت و اپلیکیشن که مانگاهای ارسالی توسط کاربران در داخل و خارج از ژاپن را منتشر می‌کند؛ دپارتمان ویرایش Shōnen Jump+ این سرویس را به همراه شرکت محلی MediBang اداره می‌کند. 
در اکتبر 2023، یک سرویس اشتراک به نام "Manga Plus MAX" به اپلیکیشن اضافه شد. این سرویس دارای دو طرح است؛ طرح استاندارد که شامل 80 اثر در حال سریال با بیش از 6000 فصل است و هزینه آن 1.99 دلار (0.99 دلار در اندونزی، هند، فیلیپین و مناطق دیگر)، و طرح دلوکس که شامل بیش از 190 عنوان، از جمله سری‌های کامل شده، با بیش از 16000 فصل است و هزینه آن 4.99 دلار (3.99 دلار در اندونزی، هند، فیلیپین و مناطق دیگر) می‌باشد.  همزمان با طرح اشتراک جدید، وب‌سایت و اپلیکیشن به اصلاح رابط کاربری و معرفی امتیازهای محتوا از تمام سنین، نوجوان و نوجوانان به منظور اشاره به مانگا در اپلیکیشن داشت.
در سال 2023، معروف ترین مانگاها در مانگا پلاس در حال انتشار هستند که می‌توان مانگای شیطان کش (demon Slayer) را از بین تمامی آن‌ها نام برد. 